# Epiphora semialba
Epiphora semialba är en fjärilsart som beskrevs av M.Gaede 1927. Epiphora semialba ingår i släktet Epiphora och familjen påfågelsspinnare. Inga underarter finns listade i Catalogue of Life.